# Isle of Palms
Isle of Palms é uma cidade localizada no estado norte-americano de Carolina do Sul, no Condado de Charleston.

## Demografia
Segundo o censo norte-americano de 2000, a sua população era de 4583 habitantes.
Em 2006, foi estimada uma população de 4643, um aumento de 60 (1.3%).

## Geografia
De acordo com o United States Census Bureau tem uma área de
14,4 km², dos quais 11,6 km² cobertos por terra e 2,8 km² cobertos por água.

## Localidades na vizinhança
O diagrama seguinte representa as localidades num raio de 24 km ao redor de Isle of Palms.